# Милан Хорватски
др Милан Хорватски (Стари Бечеј, 1896 – Београд, 1944) био је интелектуалац, стручњак из области јавних финансија и српски добровољац са Добруџе и Солунског фронта.
Од средине тридесетих година 20. века, био је високи чиновник у Министарству финансија Краљевине Југославије. Након слома Југославије у Априлском рату, обављао је високу функцију у министарству финансија Владе народног спаса Милана Недића. Стрељали су га припадници ОЗН-е у Београду крајем 1944. без одлуке суда или судског поступка. Рехабилитован је решењем Вишег суда у Београду 2014.

## Учешће у Првом светском рату
Милан Хорватски (син Данила и Персиде) рођен је 2. новембра 1896. године у Старом Бечеју, у Бачкој, односно у Српској Војводини тадашње Аустро-угарске царевине. Августа 1914. године мобилисан је у чину потпоручника аустроугарске војске и послат на источни фронт где је као српски родољуб пребегао Русима код Тарнопола и том приликом био рањен од стране аустроугарских војника. У Одеси је приступио тек формираној Првој српској добровољачкој дивизији коју су углавном сачињавали Срби из Аустроугарске царевине, а која је, у оквиру Руске царске војске, водила жестоке борбе против Немаца и Бугара у области Добруџе. Распоређен је у митраљеско одељење 4. пешадијског пука Прве српске добровољачке дивизије под командом пуковника Велибора Требинца и капетана прве класе Рад. Јанковића, командира митраљеског одељења. Након избијања Октобарске револуције и потписивања примирја између Централних сила и нове бољшевичке власти, придружује се једном мањем броју српских официра и војника те прелази дуг и опасан пут, преко целе, грађанским ратом опустошене, европске и азијске Русије – све до Владивостока на Пацифику. Тамо се укрцава на брод и, преко Хонгконга, Сингапура и Александрије, долази на Солунски фронт где ступа, опет као добровољац, у редове од албанске голготе тек опорављене Српске војске.

## Школовање
Заједно са једним бројем младих српских интелектуалаца-ђака који су успели да преживе све дотадашње страхоте Великог рата, Српска Влада га шаље на даље школовање прво у Рим, а потом у Гренобл (Француска). На Универзитету у Греноблу завршава Правни факултет, а 14. фебруара 1923. стиче и докторат правних наука.

## Професионални рад
По завршетку школовања и након повратка у земљу добија место у Министарству финансија Краљевине Југославије. Као и сви добровољци из Првог светског рата од државе добија земљишни посед, тзв. „добровољачку земљу“ у општини Стари Бечеј, среза Стари Бечеј, Дунавске бановине. Године 1927, заснива брак са Босиљком, ћерком Андрије Ђерића, коњичког официра Београдског гарнизона, који је пострадао током првих ратних операција 1914. године. Године 1928, рађа им се кћи Анђелија. Почетком 30-тих година, др Милан Хорватски узима банкарски кредит и купује плац у Београду на Неимару где гради породичну кућу у ул. Милорада Митровића бр. 15.
Стечени докторат на Универзитету у Греноблу и његова висока стручност квалификовали су га за место помоћника министра финансија при Влади Краљевине Југославије на које је постављен још 1935. Јавно признање његове личности било је исказано бројним високим одликовањима којима је награђиван (ордењем Југословенске круне, Светог Саве, Белог орла, француског Витеза легије части и чехословачког Белог лава са мачевима), затим избором за дугогодишњег члана Патријаршијског савета Српске православне Цркве, као и његовим чланством у управама Савеза ратних добровољаца Краљевине Југославије и Удружења резервних официра и ратника Краљевине Југославије. 
Никада се није активно бавио политиком. Искључиво као признати стручњак из области јавних финансија остао је на челу чиновничког апарата у Министарству финансија све до октобра 1944. На основу докумената из Историјског архива Београда може се јасно видети да су током окупације агенти немачке тајне полиције окарактерисали др Милана Хорватског као „великог англофила“ и „великог поборника југословенске идеје“, те да је „већ прије рата имао много протунемачки став“ и да се „треба чудити да је Др. Хорватски уопште могао задржати своје место“.

## Оптужбе и страдање
После бекства Недићеве владе пред партизанско-совјетском офанзивом, немачки командант Југоистока именовао је 10. октобра 1944. један чиновнички апарат за обављање најнеопходнијих административних послова како би се после одласка српских министара могли продужити послови државне управе. Пошто није прихватио понуду Немаца упућену свим вишим чиновницима министарстава српске владе да се и сам евакуише из Београда (3. октобра 1944), за одговорно лице у Министарству финансија именован је др Милан Хорватски. 
Дана 20. октобра 1944. године, ухапсила га је ОЗН-а у Београду. У „Политици“ од 27. новембра 1944. објављено је Саопштење војног суда НОВЈ о суђењу ратним злочинцима у Београду, са списком од 105 лица разних профила и занимања који су осуђени на смрт. На том списку, под редним бројем 82, стоји: „Хорватски д-р Милан, помоћник министра финансија у Недићевој влади. Одржавао тесне везе са Дражом Михаиловићем, коме је послао знатне суме новца. Један од организатора пљачке коју су окупатор и Недић вршили над нашим народом“.
О њему и о његовој коначној судбини надлежне службе никада нису доставиле породици било какву судску одлуку о осуди и стрељању, нити податке који би указивали на неко непријатељско деловање или злочиначке активности. Ипак, његова целокупна имовина је, као народном издајнику, конфискована и то судским решењем из марта 1948. године. Према подацима добијеним у Архиву Србије, фонду БИА-е, списак 10, књига 3, Књига притвореника од 20.10.1944 до краја 1944. године, може се закључити да је др Милан Хорватски, већ током октобра/новембра 1944, лишен живота у Београду од стране припадника ОЗН-е, без претходне одлуке суда и спроведеног поступка. Списи из фасцикле бр. 3007 Државне комисије за утврђивање злочина окупатора и њихових помагача Федеративне демократске Југославије (датовани 22. јун 1945) говоре да је др Милан Хорватски тек накнадно, осам месеци након што је био тајно стрељан, проглашен народним издајником.

## Породица
Отац др Милана Хорватског, Данило-Данчика Хорватски, ликвидиран је у Старом Бечеју у оквиру рације коју је мађарски окупатор спровео у Јужној Бачкој јануара 1942. године.

## Рехабилитација
Др Милан Хорватски је 2014. године рехабилитован решењем Вишег суда у Београду са образложењем да је "у периоду од 26.10. до 18.11.1944. године, лишен живота у Београду, без одлуке суда и спроведеног поступка, из идеолошко политичких разлога, као жртва прогона и насиља, чиме је повређено његово право на живот".